# Илия Денчев
Илия Денчев Табаков (Денчооглу) е български търговец, една от ярките фигури от периода на Възраждането в Севлиево.

## Биография
Роден е в Севлиево. В младите си години той бил един от добрите майстори табаци (обработващи кожи), а впоследствие се сдобил и със собствена табахана. Един от ръководителите на табашкия еснаф. Още преди Освобождението започва търговия с кожи на едро и изнася в Европа собствената си продукция, както и тази на десетките кожарски работилница в града. Натрупва състояние и авторитет, ангажира се и с обществени дела. Бил е редовен спомоществовател на възрожденската ни книжнина, един от основателите и основни дарители за построяването на новата севлиевска църква „Света Троица“ през 1870 г. През 60-те години работи с капитала на търговската къща „Хаджи Славчо х. Паскалев и синове“ в Търново. Чрез нея си осигурява средства с лихва 18 – 20 % от производството на севлиевските табаци като търговската къща поема задължението да изкупи и пласира стоката на австроунгарските пазари. Към началото на 70-те години е самостоятелен търговец и изнася продукцията си на австрийския пазар. В неговата счетоводна канцелария по-късно работи и революционера Евтим Дабев. 
Илия Денчев е член на севлиевската община от 60-те години. Борец за църковни права. Участва в налагането на местния гръцки митрополит да назначи българин за архирейски наместник-иконом като ръководител на свещениците в каазата (окръга). През 1870 г. става един от основателите на „Ученолюбивото братско дружество“. По същото време е касиер на общината. От 1870 до 1871 г. е член-касиер на църковно-училищната община, а от 1872 до 1873 г. е неин председател. Между 1874 и 1876 г. е член на Смесения казалийски съвет в Севлиево, а от 1877 до 1878 г. е член на меджлиса. След освобождението на Севлиево е член на временната комисия за управление на града. От юли 1877 г. е член на съдебния окръжен съвет и през 1878 г. председател на Окръжния съд в Севлиево.
Народен представител в Учредителното събрание „по звание“ като председател на Окръжния съд в Севлиево. Народен представител и в 1 велико народно събрание.
Бил е околийски управител в Горна Оряховица и основател на либералната партия там.
Пътувал е по търговски дела в Европа. Веднага след подписването на Санстефанския мирен договор, той наема чешкия архитект Йосиф Шнитер за построяването на новия си дом. Най-голямата и модерна за времето си европейска сграда в Севлиево след известно време е приспособена за Районен съд. Според някои източници той я дарява за тази цел. В нея се помещава Севлиевския съд до земетресението през 1977 г. И днес тази сграда е една от най-красивите в Севлиево, паметник на културата с местно значение. През 2008 г. е удостоена с приза „Фасада на годината“. От същата година в нея се помещава Градската художествена галерия „Асен и Илия Пейкови“.
Умира след 1904 г. в родния си град.